# Муравьёво (Большесельский район)
Муравьёво — деревня в  Большесельском районе Ярославской области России. Входит в состав Вареговского сельского поселения.

## История
Деревня возникла как посёлок № 4 Вареговского торфопредприятия. До 2002 года, по всей видимости, не имела официального статуса. Постановлением правительства РФ от 10 июня 2002 года № 401, вновь образованной деревне присвоено наименование Муравьево.

## Население
| 2007 | 2010 |
| ---- | ---- |
| 33   | ↘19  |

## Инфраструктура
Личное подсобное хозяйство.

## Транспорт
Деревня доступна автотранспортом. 